# بيدوئية (كوه بنج)

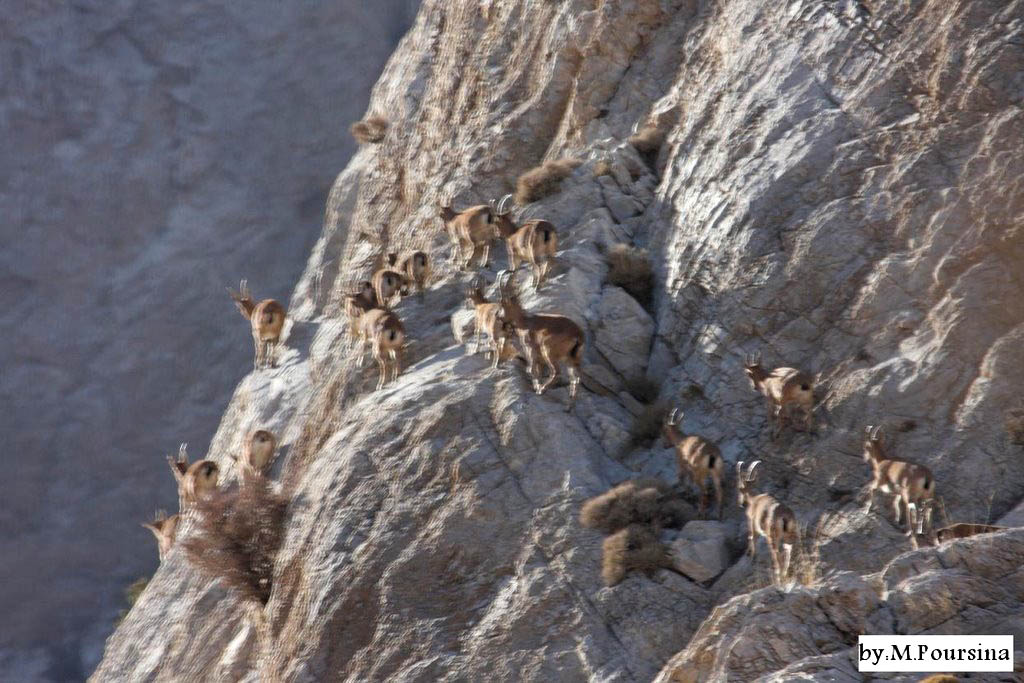
مجموعة غزلان في القريه

بيدوئية (بالفارسية: بیدوئیه) هي قرية تقع في إيران في البلدة المركزية.